# ارواح اسماعیل
ارواح اسماعیل (فرانسوی: Les Fantômes d'Ismaël‎) یک فیلم درام فرانسوی به کارگردانی ارنو دپلشن محصول سال ۲۰۱۷ است. از بازیگران آن متیو آمالریک را می‌توان نام برد. ارواح اسماعیل به عنوان فیلم افتتاحیه هفتادمین جشنواره فیلم کن در نظر گرفته شد.

## خلاصه داستان
اسماعیل فیلمسازی است که قصد دارد فیلم جدیدی بسازد. در همین حین معشوقه سابقش که تصور می‌شد مرده‌است برمی‌گردد و همه چیز تغییر می‌کند.

## بازیگران
- متیو آمالریک
- لویی گارل
- ماریون کوتیار
- شارلوت گنزبور
- لاسلو سابو